# Diamant à bavette
Poephila cincta
Espèce
Statut de conservation UICN

 LC  : Préoccupation mineure
Statut CITES
Le Diamant à bavette (Poephila cincta) est une espèce de passereaux appartenant à la famille des Estrildidae.

## Description
Le Diamant à bavette se distingue du Diamant à longue queue par la bavette noire plus étendue et l'absence de rectrices médianes très développées. Son bec est noir alors que celui du Diamant longue queue est rouge.

## variétés domestiques
Seul un individu de variété crème ou ino, issu d'élevage, est considéré comme étant un animal domestique en droit français. Les autres formes de cet oiseau relèvent donc de la législation concernant les animaux sauvages.